# Trond Jøran Pedersen
Trond Jøran Pedersen (19 giugno 1958) è un ex saltatore con gli sci norvegese.

## Biografia
In Coppa del Mondo esordì il 23 febbraio 1985 a Harrachov, ottenendo l'unico podio in carriera (3°). Non partecipò né a rassegne olimpiche né iridate.

## Palmarès

### Coppa del Mondo
- Miglior piazzamento in classifica generale: 26º nel 1986
- 1 podio (individuale):
  - 1 terzo posto